# Nicăpetre
Nicăpetre, pe numele lui civil Petre Bălănică, (n. 27 ianuarie 1936, Brăila — d. 21 aprilie 2008, Canada) a fost un sculptor român.

## Repere biografice
A absolvit Institutul de arte plastice Nicolae Grigorescu, în 1964. Prin calitățile artistice de excepție ale lucrărilor, s-a afirmat de la debut ca desenator și sculptor original, de mare valoare.
Pînă în 1980 a trăit și a creat în România.
A publicat desene, încă din studenție, în revistele Luceafărul, România Literară, Săptămâna, Viața Românească, Albina, Ifiumuncacs. A ilustrat volumele: Poeme de Theodor Balș, Libertatea de a trage cu pușca de Geo Dumitrescu, Veșmânt și culoare de Cristina Anghelescu, Coloana fără sfârșit de Mircea Eliade.
Prima expoziție personală, de sculptură și desen, Cariatide, a fost realizată în anul 1969, la Galeria Simeza. I-au urmat expozițiile de sculptură din anii 1970, 1972, 1974, la Galeria Apollo; 1975 expoziția de desen la Galeria Amfora; 1976 expoziția de sculptură la Galeriile de artă ale municipiului București; 1979 expoziția de sculptură și desen la Galeriile de artă Bacău; 1980 expoziția de desen la Galeria Galateea.
Sculpturi monumentale din această perioadă se află la Măgura Buzăului: A fost aici, odată... (1971), Zăbală și paloș (1979), iar la Tîrgu-Jiu a realizat decorația exterioară de la sediul primăriei (32 capitele).
La 15 iulie 1980, data la care Nicăpetre a părăsit România, creația sa de desenator și de sculptor, realizată între 1962 - 1980, a rămas în atelierul din Bariera Vergului, Intrarea Mieilor nr. 10, atelier devastat după refuzul artistului de a reveni în țară. Plecarea din România i-a fost favorizată de invitația la Simpozionul de sculptură în marmură de la Skironio (Grecia), organizat de soția sculptorului Costas Polichronopoulos, în memoria acestuia. După o scurtă perioadă petrecută în Grecia și în Italia, în iulie 1981 Nicăpetre emigrează în Canada, la Toronto. Deși a fost obligat să lucreze ca dulgher sau vopsitor pentru a supraviețui, în ascuns a continuat să deseneze (ciclul Artistul și Natura), să picteze (ciclul Livezi înflorite), să scrie (volumul autobiografic Brăilița - Downtown - via UAP) și să cioplească în parcuri, în locuri izolate, trunchiuri de copaci răsturnați de furtună și din ce în ce mai rar, în piatră. Din 1982 a reușit să expună în Toronto, pictură și sculptură la Columbus Center, iar în 1985, a deschis expoziția personală de sculptură la Goethe Institute. Acesta a fost începutul unei intense activități expoziționale care îi va aduce recunoașterea internațională.
Nicăpetre s-a impus prin varietatea tehnicilor, a genurilor și prin complexitatea operei sale, prezentată în galerii și în alte spații culturale de referință din Canada, SUA, Japonia, Grecia, Germania, Austria.
În 1991 a fost distins cu Marele Premiu la Concursul Internațional de Sculptură Henri Moore de la Hakone (Japonia). Lucrarea premiată, Adam și Eva, sculptată în marmură, a intrat în colecția Muzeului Regal din Tokio.
În 1993 a obținut Premiul Juriului la a II-a ediție a Concursului Internațional de Sculptură organizat de Universitatea din Birmingham - Alabama, SUA. Lucrarea Invocație, sculptată în lemn, a fost cumpărată pentru colecția Universității.
În 1995 a participat cu lucrarea în lemn, Devenire, la Expoziția Trienală de Sculptură de la Osaka. Alte lucrări monumentale sculptate de Nicăpetre sînt instalate în parcuri culturale și spații publice din lume: Iubirea mea... despre tine (1974), marmură, la Villany (Ungaria), Marea Umbră (1980), marmură, la Skironio (Grecia), Orgă de liniște (1988), granit, la Straubing (Germania), Acrotiri (1993), marmură, la Krastal - St. Paul (Austria), Devenire, lemn (1994), la Saint-Jean-Port-Joli (Quebec), Păstaie (1996), lemn, la Kirkfield (Ontario) ș.a.
Pentru Centrul Cultural Românesc din Hamilton (Canada) a sculptat portretele lui Mihai Eminescu (în 1989) și Nae Ionescu (în 2000), ambele în marmură, bustul lui Horia Stamatu (în 2001) în marmură, portretele lui Aron Cotruș (în 2002) și Mircea Eliade (2005), în bronz.
În vara anului 2004, Nicăpetre s-a reîntors pentru un stagiu de lucru la Brăila. A desenat alte variante ale temei Artistul și Natura, a modelat în lut bustul filosofului Petre Andrei și a publicat Nicăpetre despre Nicăpetre, volum alcătuit din fragmente selectate din autobiografia Brăilița - Downtown via U. A. P.
S-a stins din viață pe la 72 de ani, în dimineața zilei de luni, 21 aprilie 2008.

Prima lui sotie a fost Ecaterina Popa, pe care a cunoscut-o la scoala populara de arte, la varsta de 21 de ani s-au insurat iar dupa 5 ani de casnicie s-au despartit.

## Repere critice
Petru Comarnescu a intuit cel dintîi valoarea sculptorului Nicăpetre. În 1969, în cronica primei expoziții personale de sculptură, criticul scria, despre autorul ei, că "va deveni un foarte original și mare sculptor". Încă de la debut, Nicăpetre și-a afirmat atașamentul la modernitatea clasică, așa cum a fost ea definită de Brâncuși, prin adoptarea cioplirii directe, prin urmarea modelului formelor artei arhaice și prin subordonarea materialului față de idee. De atunci, din 1969, Nicăpetre și-a urmat cu tenacitate destinul, afirmînd un tip de atitudine care nu admite compromisul în artă și un stil despre care cronicarii au scris că îmbină două estetici: una tradițională, prin modelul lui Michelangelo, și una modernă, prin Brâncuși. Din această conciliere a rezultat, remarca Tudor Octavian, "o operă îndatorată în mod superior celor doi părinți și, deopotrivă, liberă de orice datorie, cu o matrice stilistică originală".
În ianuarie 1980, Nicăpetre a deschis ultima sa expoziție în țară, o expoziție de desen - crochiuri după model - ce atingea o culme a artei sale de desenator. Călin Dan remarca, cu acel prilej, preferința pentru grafică a sculptorului Nicăpetre, "domeniu unde el reușește să-și creeze o notă aparte, mai constantă poate decît în sculptură". Perceperea, cu toate simțurile, a mișcării nudului de femeie și încremenirea ei fluidă și voluptoasă într-o imagine, dau măsura înzestrării sale ca desenator. Sculptura și desenul sînt, pentru Nicăpetre, aparent paralele, dar complementare. Sînt mijloace prin care caută să redea expresia directă a ideii inițiale (sculptura) sau expresia directă a formei esențiale (desenul). Prin motivul cuplului, numit succesiv: Adam și Eva, Faun și Nimfă, Artistul și Natura, exaltă bucuria de a trăi, cu mintea clară, mîna sigură și sufletul luminos, asemenea unui artist al barocului. Sculptorul își asociază trăirea cu "bucuria lui Dumnezeu, cînd a creat cerul cu stelele, cînd a împrăștiat întunericul și s-a făcut lumină, cînd a creat totul din nimic".
Nicăpetre afirmă aceeași concepție în sculptura în lemn. Comentatorii canadieni ai operei sale au remarcat că în trunchiul de copac pregătit pentru lucru el vede forma viitoarei sculpturi și întreaga ei mișcare. Intenția este să-l ridice, să-l facă să zboare. Astfel, forma se naște dintr-un bulb sămînță, ca dintr-o "casă a vieții", singurul punct de sprijin al stîlpului care crește, din el însuși, ritmic spre cer. După Virgil Untilă stîlpii lui Nicăpetre par să vorbească despre același principiu ca și Coloana lui Brâncuși, dar poartă în carnea lor amprenta particularului, accidentele unei biografii sever determinate. Deși treptele inegale, tăiate în fusul coloanelor de Nicăpetre, trezesc vaga amintire a formei ideale, recuperate de coloana brâncușiană, ele avertizează asupra dificultății spre împlinirea ființei.

## Opera
Există trei etape de referință în creația lui Nicăpetre, stadii ale devenirii ideii, ale dezvoltării registrului expresiv într-un repertoriu formal constant.
Prima etapă, 1965 - 1980, cuprinde lucrări cioplite în piatră, realizate în România. În ele se reflectă atașamentul sculptorului pentru geniul pietrarilor țărani și pentru frumusețea formelor arhaice. Prin arhitecturi de volume simetric articulate, dinamizate de accente decorative exprimă unitatea dintre formă și structura materialelor. De asemenea, anunță viitoare forme de expresie non-figurativă.
Etapa a doua grupează sculpturile cioplite în marmură, realizate în Grecia, în perioada 1987 - 1988. Reflectă atașamentul pentru idealul clasic de reprezentare, înțeles ca armonie, echilibru, proporție. Exprimă frumusețea plastică a formei prin amplificarea detaliului semnificativ. Anunță intenția de a crea în sensul naturii. Etapa a treia, (1982 - 2001), cuprinde sculpturile cioplite în lemn, realizate în Canada. Impune forme simbolice, inepuizabile ca sens și expresie, exprimate monumental, printr-o metodă proprie, care îmbină ordinea arhitecturii cu libertatea sculpturii.
Muzeul Brăilei, prin secția de artă, și-a fixat ca obiectiv crearea unui loc în care opera sculptorului să se întregească. Întrucît o parte din lucrările rămase în țară au putut fi salvate de sculptor și expuse, din 1998, în grădina Casei Colecțiilor de Artă, sub genericul "Sculpturi recuperate", am propus ca această clădire să devină sediul Centrului Cultural Nicăpetre. Centrul a fost inaugurat în 6 decembrie 2001, cu expoziția de desene "Nulla diaes sine linea". Cu acest prilej sculptorul a acceptat propunerea noastră de a organiza expoziția retrospectivă la Brăila, în noiembrie 2002 și a comunicat intenția de a dona muzeului o parte din lucrările realizate în Canada împreună cu materialul documentar referitor la perioada canadiană a creației sale. A treia etapă a proiectului, realizarea albumului monografic Nicăpetre, s-a desfășurat în 2003 și s-a încheiat cu lansarea cărții la București (Muzeul de Istorie și Artă a Municipiului - 27 noiembrie) și Brăila (Centrul Cultural Nicăpetre - 2 decembrie).
Proiectul de înființare a Centrului Cultural Nicăpetre la Brăila, inițiat în Anul Internațional Brâncuși, este primul caz de recuperare, pentru patrimoniul cultural național, a operei unui artist român de talie internațională, din diaspora. Donația sculptorului cuprinde 763 desene, 85 sculpturi și materiale documentare.